# Yūji Shiozaki
Yūji Shiozaki (塩崎雄二 Shiozaki Yūji?) es un mangaka japonés nacido el 7 de septiembre de 1967. Su obra más reconocida es Ikki Tōsen.

## Biografía
Empezó su carrera en los años 90, realizando mangas de tipo historias cortas para la revista Young Jump de la editorial Shūeisha. Después de crear Karen (1997-1998), Happy Man (1999), y Nikkan Tachibana del mismo año, se cambiaría de editorial para dedicarse a hacer este Manga.
En abril de 2000 nace su obra más reconocida por su género de artes marciales y estilo ecchi Ikki Tōsen publicado mensualmente en la revista Comic Gum de la editorial Wani Books iniciando con el capítulo 0. Tras haber conseguido la fama gracias a este título, fue adaptado a anime en 2003, dirigido por Takeshi Watanabe, con el tiempo la serie de televisión se dividió en 4 temporadas, pero con diferentes directores.
Shiozaki obtuvo varios proyectos de diferentes editoriales, incluyendo Comedy Stadium Seven (2002), una versión de Zoids llamada Zoids ZI (2001-2003), y Frontier Roots (2004); sin embargo manteniendo siempre a Ikki Tōsen como su obra principal.
En 2003 crea Battle Club y una secuela en 2007 llamada Battle Club 2nd stage, en la revista Young King OURs de la editorial Shōnen Gahōsha, una historia del estilo de Ikki Tōsen pero con un nivel más elevado de violencia y sexo.
Sus aficiones incluyen jugar al béisbol, viajar al extranjero, y plantar hortalizas en el jardín del lugar en la que se halla.
Shiozaki ha sido invitado a convenciones de Anime, en 2014 se presentó en Latinoamérica en el Animefriends en Argentina, dando una conferencia y firma de autógrafos a sus fanes. En 2015 a Europa en el Chibi Japan Weekend realizado en España, en la ciudad de Madrid.

## Obras
- Suruga no Raita (駿河の雷太?) (1991-1992): publicada en la revista Business Jump de la editorial Shūeisha y recopilada en 2 tankōbon.
- Shuraba★Ya★Ranko (シュラバ★ヤ★ランコ?) (1994-1996): publicada en la revista Extra BJ de la editorial Shūeisha y recopilada en 2 tankōbon.
- Karen (Karen?) (1997-1998): publicada en la revista Business Jump de la editorial Shūeisha y recopilada en 2 tankōbon. Fue reeditada en 2006 por Daitosha bajo el sello Daito Comics.
- Happy Man (ハッピーマン Happīman?) (1999): publicada en la revista Business Jump de la editorial Shūeisha y recopilada en un tankōbon. Fue reeditada en 2004 por Daitosha bajo el sello Daito Comics.
- Nikkan Tachibana (日刊タチバナ?) (1999): publicada en la revista Business Jump de la editorial Shūeisha y recopilada en un tankōbon. Fue reeditada en 2005 por Shōnen Gahōsha.
- Ikki Tōsen (一騎当千?) (2000-2015): publicada en la revista Comic Gum de la editorial Wani Books y recopilada en 24 tankōbon.
- Zoids Wakusei Zi (ZOIDS惑星Zi?) (2001-2003): publicada en la revista Corocoro Comic de la editorial Shōgakukan y recopilada en 3 tankōbon.
- Comedy Stadium Seven (コメスタセブン Komesutasebun?) (2002): tomo recopilatorio publicado por la editorial Daitosha que consta de siete one-shots originalmente publicados en la revista Business Jump de la editorial Shūeisha.
- Battle Club (バトルクラブ Batoru Kurabu?) (2003-2006): publicada en la revista Monthly Young King de la editorial Shōnen Gahōsha y recopilada en 6 tankōbon.
- Frontier Roots (フロンティアルーツ Furontiarūtsu?) (2004): publicada en la revista Comic Gotta de la editorial Shōgakukan y recopilada en un tankōbon publicado por la editorial Daitosha. Shiozaki solo es el ilustrador, dando imagen al guión de Tooru Tamegai.
- Battle Club 2nd stage (バトルクラブ 2nd stage Batoru Kurabu 2nd stage?) (2007-2009): publicada en la revista Monthly Young King de la editorial Shōnen Gahōsha y recopilada en 3 tankōbon.
- Ikki Tōsen: Gekirin Kousatsu. (一騎当千 逆鱗考察。?) (2007-2012): publicada en la revista Comic Gum de la editorial Wani Books y recopilada en un tankōbon.
- GODEATH -Megami no Ketsumyaku- (GODEATH 〜女神の血脈〜?) (2009-2013): publicada en la revista Monthly Young King de la editorial Shōnen Gahōsha y recopilada en 3 tankōbon.
- Takayukashiki Shoujo (高床式少女?) (2014-2017): publicada en la revista Young King OURs GH de la editorial Shōnen Gahōsha y recopilada en 3 tankōbon. Publicada bajo el seudónimo de Izumi Takigawa (滝川いづみ).
- Shin Ikki Tōsen (真・一騎当千?) (2015-en curso): publicada en la revista Young King OURs GH de la editorial Shōnen Gahōsha y recopilada en 5 tankōbon hasta la fecha.
- Shin Ikki Tōsen Gaiden: Magatama Retsuden (真・一騎当千外伝 勾玉列伝?) (2018-en curso): publicada en la revista Young King BULL de la editorial Shōnen Gahōsha y recopilada en un tankōbon hasta la fecha.
- Akinohashi no Oni, Hito wo Kurafu Katari (安義橋の鬼、人を噉らふ語?) (2019-en curso): publicada en la revista web Comic Boost de la editorial Gentōsha. Shiozaki solo es el ilustrador, dando imagen al guión de Baku Yumemakura.
- Run × Man (ラン×漫?) (2020-en curso): publicada en la revista web Comic Boost de la editorial Gentōsha.